# Fábio Kabral
Fábio Kabral, nascido Fábio Cabral da Silva (Rio de Janeiro, 18 de dezembro de 1980) é um escritor afro-brasileiro de literatura fantástica e ficção científica.
Seus livros frequentemente abordam temas como sexualidade, ancestralidade africana, afrocentrismo e afrofuturismo.

## Biografia
Fábio nasceu no Rio de Janeiro, em 1980. Formou-se em Artes Cênicas na Casa das Artes de Laranjeiras. Em 1995 teve contato pela primeira vez com a saga de O Senhor dos Anéis, de J. R. R. Tolkien, que por muitos anos foi sua saga favorita. Ávido leitor de quadrinhos, em especial X-Men, os jogos da série Final Fantasy também serviram de inspiração para seu início na literatura.
Seu primeiro personagem, foi criado em 1996 em um poema épico transformado em livro e publicado no fórum de discussão Vallinor, dedicada à O Senhor dos Aneis, mas ele nunca foi publicado no formato impresso. Sua segunda personagem, Kinemara, surgiu em 2003, que teve várias versões. Em 2007, depois de uma aula em uma oficina de criação literária, surgiu o personagem Numumba, em 2007. Juntando todas as partes que já estavam escritas, mais os personagens já prontos, eles foram mixados em uma nova obra chamada Ritos de Passagem. O livro conta a história de Gulungo, um guerreiro que se torna escravo e se apaixona por Kinemara, princesa de uma linhagem de feiticeiras.
Em 2017, lançou O caçador cibernético da rua 13, um romance afrofuturista, que conta a história de João Arolê, um ciborgue caçador de espíritos malignos numa cidade com carros voadores e elementos da mitologia iorubá, inspirado nos orixás e na região de Queto. Em 2019 veio a sequência, A cientista guerreira do facão furioso, onde o autor contra a história da jovem cientista Jamila Olabamiji.
Em 2021 lançou uma nova sequência:O blogueiro bruxo das redes sobrenaturais.
Em 2024, lançou Sopro dos deuses, pela editora Intrínseca. A fantasia inspirada na mitologia afro-brasileira acompanha o encontro predestinado de dois jovens deuses: Kayin, do reino de Oxóssi, e Ainá, do reino de Oxum. Os jovens guerreiros compartilham memórias de infância estranhamente parecidas, envolvendo o perigoso reino flutuante de Ketu, um pássaro misterioso e um ebó fracassado, única oferenda capaz de proteger o mundo da escuridão. Se dependesse da rixa ancestral entre seus povos, Kayin e Ainá nunca se encontrariam, mas poderes como os deles não permanecem adormecidos por muito tempo…